# جستيس كريستوفر
جستيس كريستوفر (بالإنجليزية: Justice Christopher)‏ (مواليد 24 ديسمبر 1981) هو لاعب كرة قدم. لعب مع منتخب نيجيريا لكرة القدم. سبق له أن لعب في كأس العالم لكرة القدم مع منتخب بلاده.

## روابط خارجية
- جستيس كريستوفر على موقع قاعدة بيانات كرة القدم.إي يو (الإنجليزية)
- جستيس كريستوفر على موقع ناشيونال فوتبول تيمز (الإنجليزية)
- جستيس كريستوفر على موقع Soccerway.com (الإنجليزية)